# Limeum dinteri
Limeum dinteri är en tvåhjärtbladig växtart som beskrevs av Schellenberg. Limeum dinteri ingår i släktet Limeum och familjen Limeaceae. Inga underarter finns listade i Catalogue of Life.